# 자니 페스키
존 마이클 "자니" 페스키(John Michael "Johnny" Pesky, 원래 성: Paveskovich), 1919년 9월 27일 ~ 2012년 8월 13일)는 미국의 프로 야구 선수이자 감독이다. 10년 간 메이저 리그 베이스볼 선수 생활을 하면서 유격수와 3루수로 경기에 출장하였다. 1,270경기에 출장하였으며 1943년부터 1945년까지 제2차 세계 대전 참전으로 인해 출장하지 못했다.

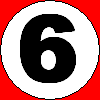
2008년 보스턴 레드삭스의 영구 결번으로 지정된 페스키의 등번호 6번

페스키는 오리건주에서 크로아티아 이민자의 아들로 태어났다. 그는 자신의 이름을 페스키(Pesky)로 바꿨는데, 이는 스코어보드에 자신의 이름이 너무 길어서 안들어가기 때문이었다. 보스턴 레드삭스의 홈구장인 펜웨이 파크의 외야 오른쪽 파울 폴대는 그의 이름을 따서 페스키 폴(Pesky's Pole)이라 불리고 있다.
2012년 8월 13일 페스키는 92세의 나이로 매사추세츠주 댄버스에서 사망하였다.